# Kent Invicta Football League
Kent Invicta Football League var en fotbollsliga i England som återfanns på nivå 10 i det engelska ligasystemet. Den grundades 2011 och var baserad i Kent.
Ligan gick 2016 upp i Southern Counties East Football League och bildade den ligans lägre division.

## Bildande
Förhandlingar för att bilda en ny division 10 i det engelska ligasystemet började 2009 för att göra uppflyttningar och nedflyttningar mellan Kent League och Kent County League lättare, då det inte hade flyttats ned någon klubb till Kent County League på flera säsonger och uppflyttningar hade varit oregelbundna.

## Mästare
| Säsong  | Mästare (antal titlar) |
| ------- | ---------------------- |
| 2011/12 | Bly Spartans           |
| 2012/13 | Phoenix Sports         |
| 2013/14 | Hollands & Blair       |
| 2014/15 | Hollands & Blair (2)   |
| 2015/16 | Bearsted               |